# 5-HT1-receptor
Az 5-HT1-receptorok altípusai az 5HT (5-hidroxi-triptamin) receptorcsaládnak. Ez az a receptorcsalád, amihez a szerotonin kötődik. Az 5-HT1-receptoroknak öt fajtája ismert (5-HT1C-receptor azért nincs, mert átsorolták 5-HT2C-receptorrá):
E receptoralcsalád a Gi/Go-hoz kapcsolódik és gátló neurotranszmissziót mediál az adenilát-cikláz funkciójának gátlásával és a későbbi ionhatások modulálásával.
- 5-HT1A
- 5-HT1B
- 5-HT1D
- 5-HT1E
- 5-HT1F